# Данило Грбовић
Данило Грбовић (Пошћење, код Шавника, 3. март 1917 — Београд, 11. новембар 1984) био је учесник Народноослободилачке борбе, друштвено-политички радник СР Црне Горе и народни херој Југославије.

## Биографија
Рођен је 3. марта 1917. године у селу Пошћењу, код Шавника. Потицао је из сиромашне сељачке породице, па је још као дечак, пре завршетка основне школе, морао да ради код других имућних сељака као надничар.
Године 1939. је као младић дошао је у додир с револуционарним студентима, који су имали пресудан утицај на његово касније опредељење. Због веза с револуционарним покретом, имао је проблема за време одслужења војног рока. Априлски рат 1941. године га је затекао у ваздухопловној јединици у Краљеву. Његова јединица се после жестоких борби око Ужица предала Немцима, али је Грбовић заједно с групом војника успео да избегне заробљавање и да се с ратном спремом врати у родни крај. Касније је ступио у додир с комунистима који су радили на припремању оружаног устанка и активно се укључио у акције на скупљању оружја и обучавању омладине у руковању оружјем.

### Народноослободилачка борба
У току Тринаестојулског устанка учествовао је у свим акцијама на подручју Дурмиторског среза, а нарочито се истакао у разоружању италијанске посаде приликом ослобођења Жабљака, 20. јула 1941. године. Крајем 1941. године учествовао је у Пљеваљској бици. Током битке је био тешко рањен у окршајима са италијанским снагама у центру града. Нако храбрости испољене у овој бици, постао је кандидат за члана КПЈ, а 4. марта 1942. године је био примљен у чланство Комунистичке партије Југославије (КПЈ).
После изласка из болнице, био је постављен за политичког комесара Прве језерске позадинске чете. У току борби на Сињајевском сектору, био је политички комесар чете у Дурмиторском партизанском одреду. Приликом формирања Четврте црногорске пролетерске ударне  бригаде, јуна 1942. године, као веома сналажљив борац био је постављен за курира Штаба бригаде. После три месеца био је враћен је у Пети батаљон, где је најпре био пушкомитраљезац, а затим политички комесар Друге чете све до краја 1944. године.
У борбама око Ваљева био је поново тешко рањен. После изласка из болнице, био је упућен у Црну Гору, где је био постављен за политичког комесара батаљона у Дурмиторском одреду, али је убрзо потом, новембра 1944. године био поново рањен. То му је било шесто рањавање у току Народноослободилачког рата. Након оздрављења, није враћан у јединицу, већ је све до краја рата радио у Среском опуномоћству Одељења за заштиту народа (ОЗН) у Шавнику.

### Послератни период
После рата је обављао разне војне и политичке дужности — био је шеф Трећег одсека безбедности у Никшићу, затим начелник Дванаестог одељења Цетињског војног подручја. Завршио је, при Шестој армији, војно-политички курс и марта 1946. године био постављен је за заменика начелника Дванаестог одсека Двадесет девете дивизије, а јануара 1947. године за начелника одељења Контраобавештајне службе (КОС) Војног округа Цетиње. Извесно време је обављао и дужност начелника Дванаестог одељења Четрдесет седме дивизије у Титограду. Од јуна 1951. године био је начелник једног одељења у Управи државне безбедности (УДБ) за Црну Гору, а затим је био начелник Секретаријата унутрашњих послова (СУП) у Иванграду. Године 1952. је био демобилисан у чину потпуковника.
Потом се бавио политичким радом. Од 1955. до 1963. године, када је пензионисан, био је секретар Општинског комитета Савеза комуниста у Жабљаку. Биран је за народног посланика у Народној скупштини НР Црне Горе (трећег и четвртог сазива). Након пензионисања, наставио је друштвено-политичку активносту у Републичком одбору СУБНОР-а Црне Горе, Општинског одбора и Општинске конференције Савеза комуниста Црне Горе и др.
Умро је 11. новембра 1984. у Београду, а сахрањен је на гробљу у Жабљаку.
Носилац је Партизанске споменице 1941. и других југословенских одликовања, међу којима су — Орден партизанске звезде другог реда, Орден заслуга за народ другог реда, Орден бартства и јединства другог реда и Орден за храброст. Орденом народног хероја одликован је 10. јула 1953. године.